# Лупковски-Прьесмик
Лупковски-Прьесмик — перевал в Карпатах, находящийся на границе Польши и Словакии. Высота 640 м. Расположен южнее польского села Лупкув и восточнее словацкого города Медзилаборце. Под перевалом проходит железнодорожный тоннель длиной 642 м, соединяющий Польшу и Словакию. Перевал разделяет горные массивы Низкие Бескиды и Бещады.
Строительство тоннеля под перевалом в 1874 году позволило связать железнодорожным сообщением Галицию с остальной частью Австро-Венгрии. Во времена Первой и Второй Мировых Войн тоннель несколько раз бывал разрушен и впоследствии восстановлен. В 1945 году в связи с полным уничтожением тоннеля по всей его длине советским 13-м отдельным эксплуатационным железнодорожным полком было произведено восстановление участка железнодорожного пути через перевал в обход тоннеля с созданием на вершине перевала станции «Победа». Но эксплуатация обхода была сложной, сказывались крутые уклоны вплоть до 38 градусов и поворот пути с малым радиусом 155 м. В том же году тоннель был восстановлен, однако в дальнейшем эксплуатировался мало, лишь для редких грузовых перевозок. Только в 1999 году через тоннель было возобновлено регулярное пассажирское сообщение.
С западного склона перевала берёт своё начало река Выдранка, левый приток реки Лаборец.

## Интересные факты
- У входа в тоннель на словацкой стороне установлена табличка, содержащая текст на русском языке: «Что германская ненависть уничтожила, братская рука советской армии восстановила».
- Перевал представлен в качестве одной из локаций сетевой игры дополнения «Во имя Царя» (англ. In the Name of the Tsar) для шутера Battlefield 1. Бои на карте отражают столкновение Русской императорской армии с войсками Австро-Венгерской империи в январе 1915 года в ходе Карпатской операции.